# Solomon, Kansas
Solomon är en ort i Dickinson County, och Saline County, i Kansas. Vid 2010 års folkräkning hade Solomon 1 095 invånare.